# Pendragon

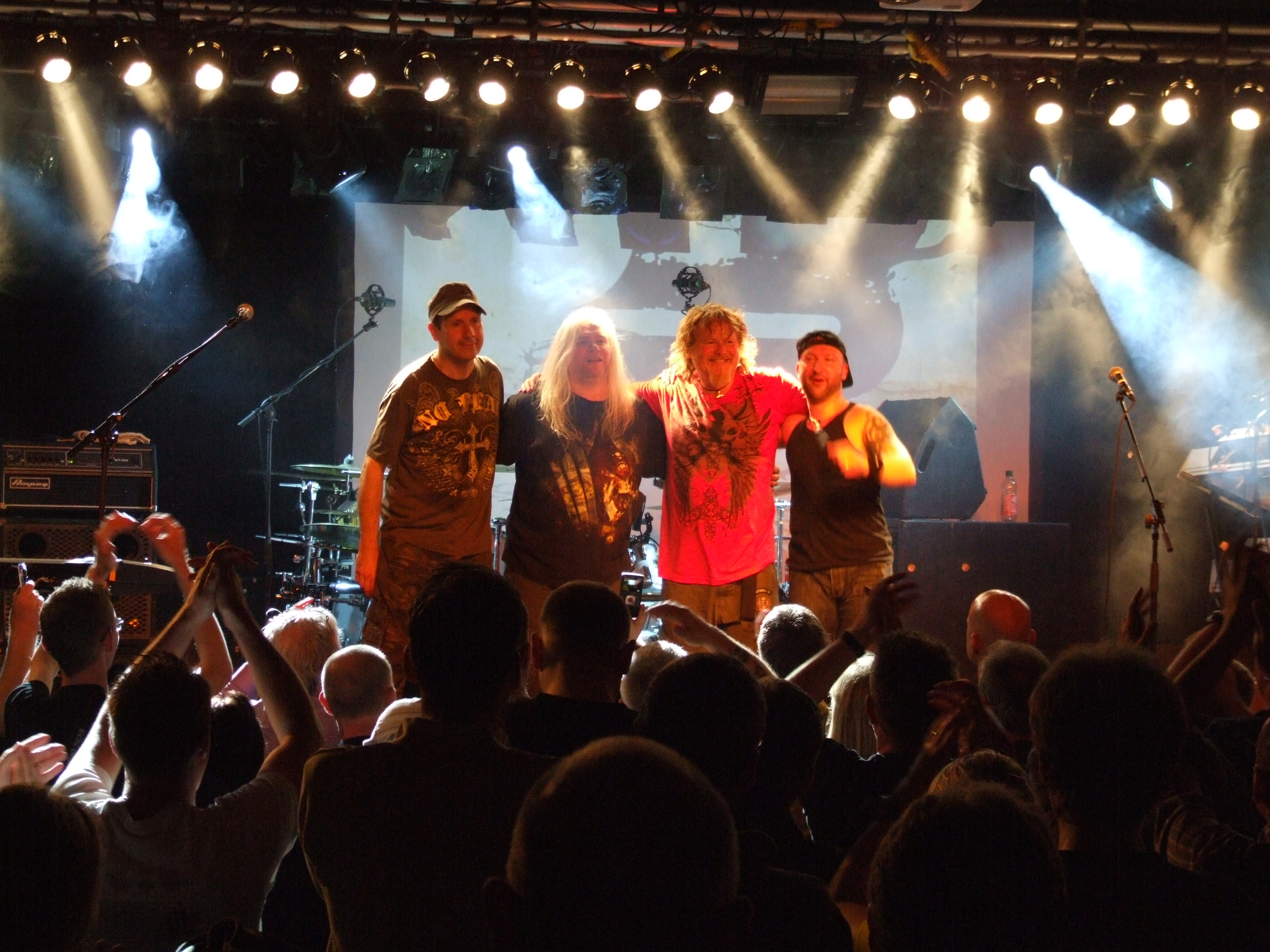
Pendragon, 2010, Ашаффенбург

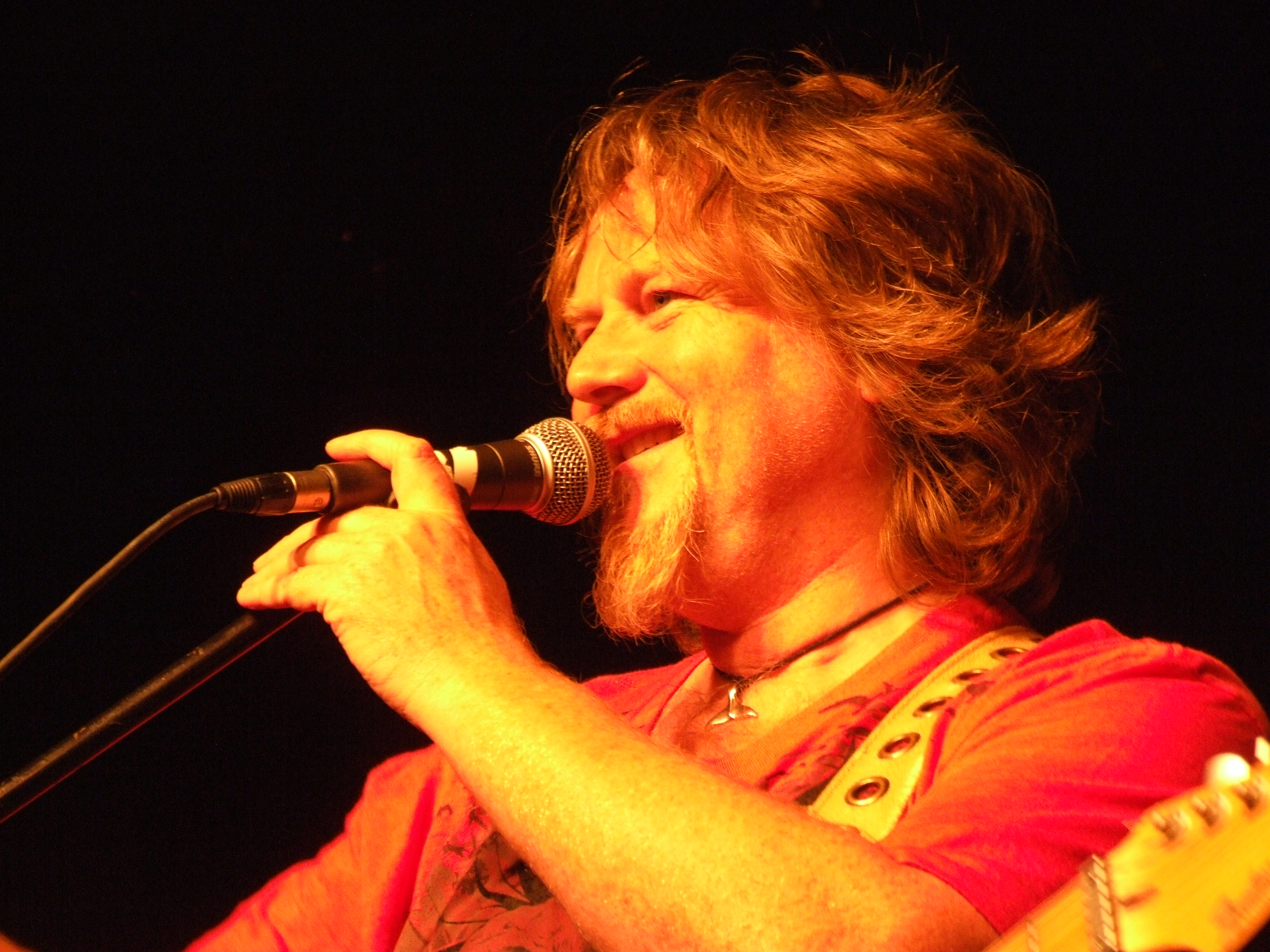
Nick Barrett, вокал, електрогітара, 2010 Ашаффенбург, Colos-Saal

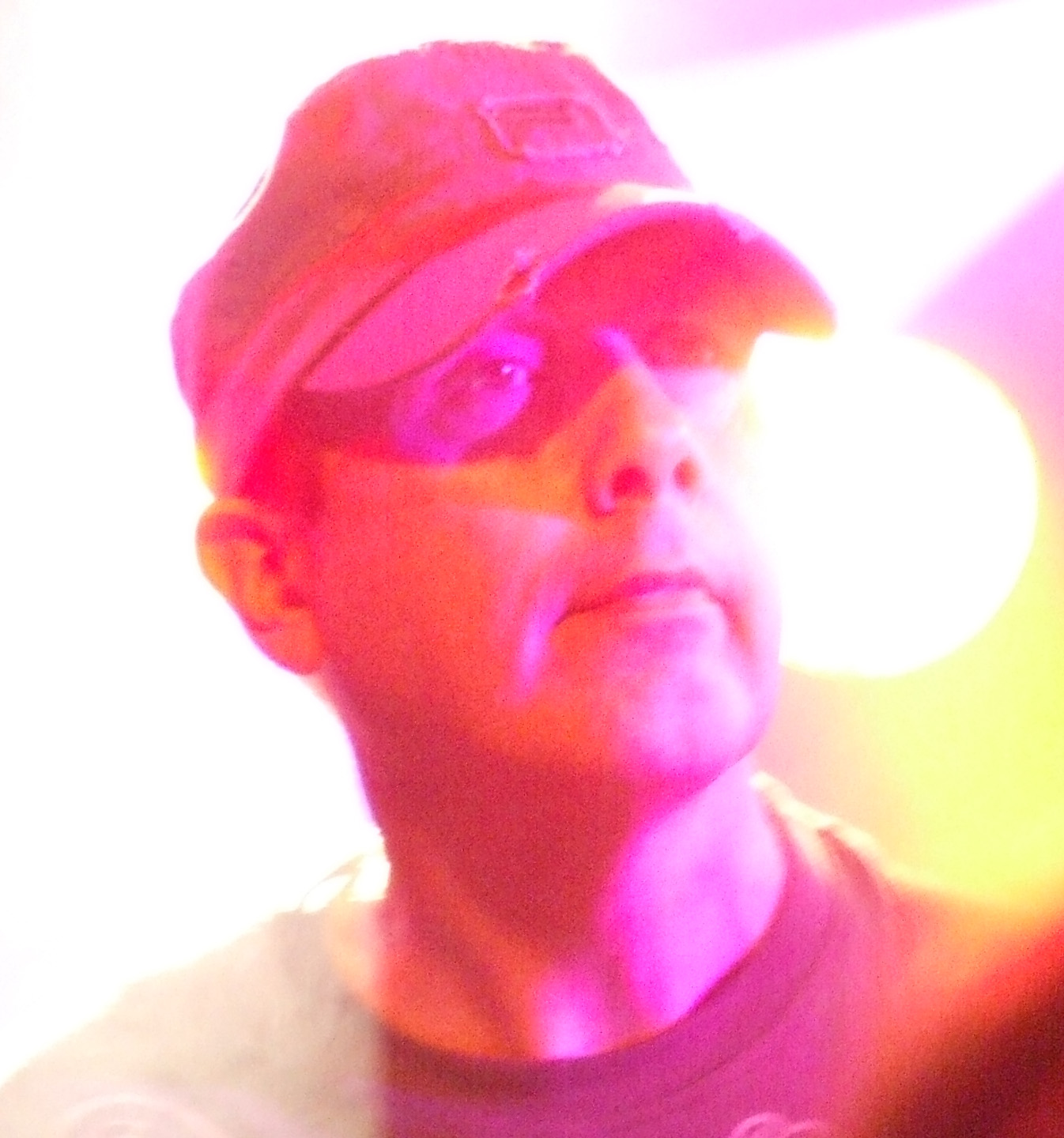
Peter Gee, бас-гітара, 2010

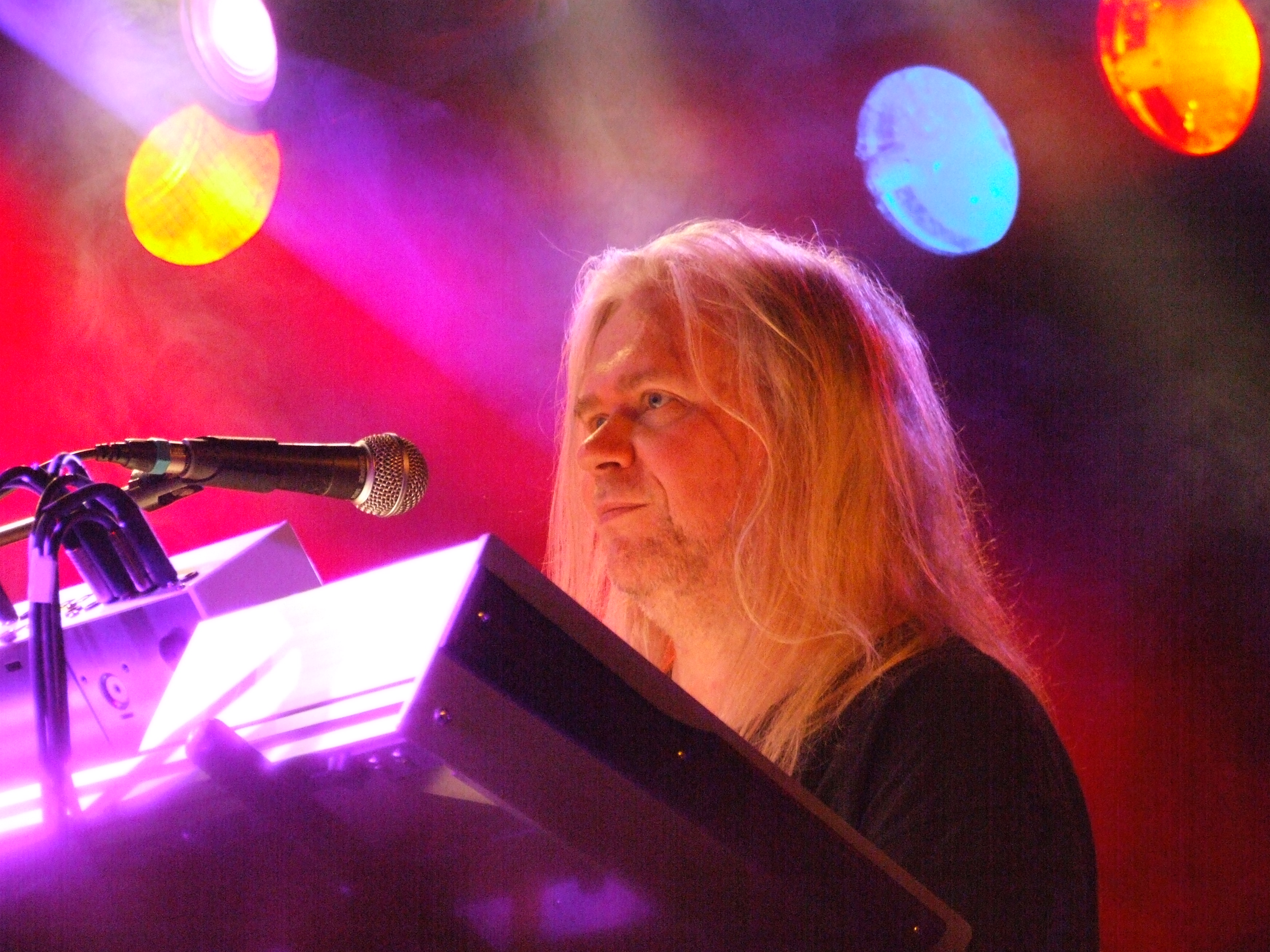
Clive Nolan, клавішні, 2010

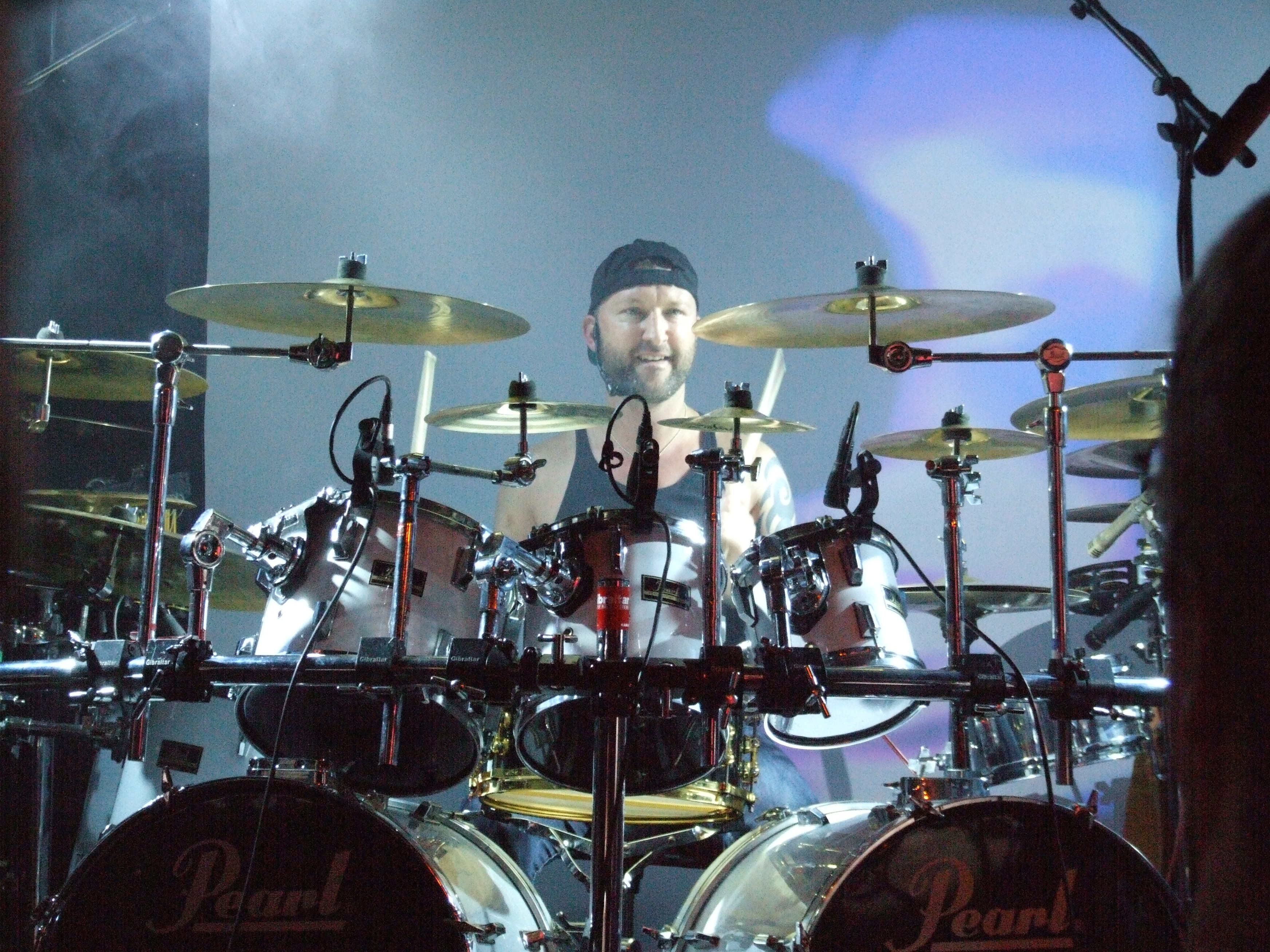
Scott Higham, перкусія, 2010

Pendragon («Пендраґон») — британський рок-гурт напрямку прогресивний рок. Заснований у 1978 році в м. Строуд, графство Ґлоучестершир, неподалік від Лондона. Спочатку гурт називався Zeus Pendragon.

## Учасники
Сучасний склад гурту
- Нік Барретт (Nick Barrett) — вокал, електрогітара
- Пітер Джі (Peter Gee) — бас-гітара
- Клайв Нолан (Clive Nolan) — клавішні
- Ян-Вінсент Велазко  (Jan-Vincent Velazco)  - перкусія

Колишні учасники
- Джуліан Бейкер (Julian Baker) — вокал, електрогітара
- Рік Картер (Rick Carter) — клавішні
- Найджел Гарріс (Nigel Harris) — перкусія
- Фудж Сміт (Fudge Smith) — перкусія
- Стен Кокс (Stan Cox) — бас-гітара
- Джо Крабтрі (Joe Crabtree) — перкусія
- Скотт Гайем (Scott Higham) — перкусія

## Історія гурту
Гурт із початковою назвою Zeus Pendragon розпочав діяльність в англійському місті Строуд у 1978 р. Його склад тоді становили Нік Барретт (вокал, гітара), Джуліан Бейкер (вокал, гітара), Найджел Гарріс (перкусія) та Стен Кокс (бас-гітара). Невдовзі перше слово в назві гурту було скасовано.
Незабаром на Pendragon звернув увагу місцевий менеджер та промоутер Ґреґ Лайнс (Greg Lines), який вже на той час просунув багато гуртів у регіоні (такі як U2 та інші). Ця обставина надала гурту великий поштовх до праці. У той час гурт залишив Кокс, його замінив Роберт Делбі (Robert Dalby). Тоді ж до гурту приєднався клавішник Джон Бернфілд (John Barnfield) із місцевого гурту Cygnus. Потім незабаром пішов Бейкер, його змінив Пітер Джі, який згодом почав грати на бас-гітарі після рішення Делбі про вихід із гурту. Барретт і Бернфілд, створюючи разом матеріал, випрацювали характерний стиль гурту.
У 1982 р. Ґреґ Лайнс запросив новий гурт, що називався Marillion, до м. Ґлоучестера грати як підтримка для Pendragon. Цей крок став одним із найважливіших, що змінив життя гурту.
Вже наступного 1983 року гурт виступав перед 30-тисячною аудиторією на концерті на престижному фестивалі «Reading Festival» та записалися наживо в шоу Томмі Венса (Tommy Vance) «Friday Rock show» на каналі BBC «Radio 1 UK». Венс побачив дещо особливе в гурті і був вражений композицією «The Black Knight», що залишалася реально багато років гімном гурту.
Не бажаючи відмовлятися від професійної роботи, гурт залишив один із найактивніших його учасників — Джон Бернфілд, чий внесок у творчість гурту вважають величезним. Клавішником замість нього став Рік Картер (Rick Carter). У 1984 році під лейблом «Elusive» гурт награв у студії, що належала менеджеру Marillion Джону Арнісону (John Arnison) мініальбом «Fly High Fall Far», а згодом і першу платівку LP з назвою «The Jewel». Тоді ж були ще тури разом із Marillion, але досі не був підписаний постійний контракт, що спричинило певне розчарування деяких учасників гурту. Зокрема гурт залишив один з його засновників — перкусіоніст Найджел Гарріс. На деякий час його замінив Метт Андерсон (Matt Anderson), але і він також незабаром пішов з гурту разом з Ріком Картером.
Pendragon залишився лише з Пітером Джі та Ніком Барреттом. Але до них долучився новий ударник Фудж Сміт (Fudge Smith) з гурту LaHost та сесійний клавішник Джеймс Колег (James Colah), завдяки яким гурту вдалося завершити концертний тур, на підставі якого був записаний альбом «9.15 Live». Тоді ж, у 1985 р. гурт зіграв свій перший концерт поза межами Англії, в місті Утрехт, Нідерланди. Барретту вкотре вдалося запросити до гурту постійного клавішника, його друга з дитинства, Клайва Нолана (Clive Nolan). Після короткочасної співпраці з фірмою «EMI Records», гурт започаткував у 1988 р. власну фірму з назвою «Toff Records». Матеріал, що був опрацьований для демонстраційної платівки для «EMI Records», разом з деякими новими творами склав основу для першого видавництва «Toff Records» — альбому «Kowtow». Нік Барретт вважав також, що без належного оформлення альбому гурт не буде мати характерного виразного іміджу, тому він запросив до співпраці Саймона Вільямса (Simon Williams), чиї роботи і надалі використовувалися для оформлення обкладинок платівок Pendragon.
Видання альбому «The World» визначило новий черговий етап в історії гурту. Альбом добре продавався і отримав визнання серед музичних критиків, кількість шанувальників гурту побільшала, а самим гуртом почала цікавитися преса. Наступний альбом «The Window Of Life» ще міцніше згуртував команду з її неймовірним звучанням, розвіявши колишні розчарування. Так само лавину успіху приніс подальший альбом «The Masquerade Overture». Барретт, Джі, Нолан, Вільямс та звуковий інженер Карл Ґрум (Karl Groom) створили зіграний гурт, чиї альбоми найкраще продавалися серед усіх гуртів, що грали в той час «прогресивний рок».
Далі була п'ятирічна перерва між «The Masquerade Overture» та наступним студійним альбомом «Not Of This World», спричинена клопотами особистого життя Барретта (довготривалий процес розлучення). Після його виходу Нік Барретт був номінований «Товариством класичного року» («The Classic Rock Society») як «найкращий гітарист 2001 року Сполученого Королівства». Наступний студійний альбом побачив світ також через тривалий час, у 2005 р. вийшов новий, сьомий за порядком, компакт-диск «Believe», що здавався «молодішим» за звучанням та оформленню за своїх попередників.
Незабаром мала місце ще одна перестановка в складі гурту після довготривалого періоду спокою. Після двадцяти років спільної гри з гурту пішов ударник Фудж Сміт, якого замінив 25-річний Джо Крабтрі (Joe Crabtree). У цьому оновленому складі гурт відразу вирушив до свого найбільшого концертового турне по Європі. Записи цих концертів стали основою для видання DVD диску гурту «And Now Everybody To The Stage».
Наразі у 2007 році вийшов з нагоди 21-ї річниці альбому «The Jewel» новий DVD диск «Past And Presence» («Минуле і зараз»), який охоплює більшість музикантів від тих ранніх днів і показує, як цей чіпкий гурт може все ще тріпотіти, еволюціонувати і зосереджуватися у своїх власних зусиллях за весь 30-річний період, де так багато інших зазнали невдачі.
У 2008 році гурт залишив Джо Крабтрі, його замінив Скотт Гайем.
У 2009 році Pendragon видав новий «живий» альбом, що був відзнятий на концерті в польському місті Катовиці 13 жовтня 2008 р. Видання мало декілька варіантів випуску: подвійний CD, DVD-диск та загальна версія DVD+2CD, що вийшла в обмеженій кількості 1000 примірників.
Станом на жовтень 2010 року гурт записує продовження власного релізу 2008 року «Pure». Альбом буде називатися «Passion» і має бути випущений навесні 2011 року.

## Дискографія

### Студійні альбоми
- Fly High, Fall Far (EP) (1984) (лише на вінілових платівках)
- The Jewel (1985)
- Kowtow (1988)
- The World (1991)
- The Window of Life (1993)
- Fallen Dreams and Angels (EP) (1994)
- The Masquerade Overture (1996)
- As Good as Gold (EP) (1996)
- Not of This World (2001)
- Believe (2005)
- Pure (2008)
- Passion (2011)
- Men Who Climb Mountains (2014)
- Love Over Fear (2020)
- North Star (2023)

### Концертні альбоми
- 9:15 Live (1986)
- Utrecht…The Final Frontier (1995) (live)
- Live in Kraków 1996 (1997)
- Acoustically Challenged (2002) (акустична версія, видана у Польщі)
- Liveosity (2004)
- Concerto Maximo (2009)
- Out of Order Comes Chaos (2013)
- Masquerade 20 (2017)

### Збірки
- The R(B)est of Pendragon (1991)
- The Very, Very Bootleg: Live in Lille (1993)
- Overture 1984 — 1996 (1998)
- Once Upon a Time in England Volume 1 (1999) (обмежений тираж)
- Once Upon a Time in England Volume 2 (1999) (обмежений тираж)
- The Round Table (1999)
- The History: 1984 — 2000 (2000)

### Видання на DVD
- Live at Last… And More (2002)
- Liveosity (2004)
- A Rush Of Adrenaline (2006)
- Past and Presence (2007)
- Concerto Maximo (2009)